# Mała Wieś
Mała Wieś è un comune rurale polacco del distretto di Płock, nel voivodato della Masovia.
Ricopre una superficie di 108,91 km² e nel 2004 contava 6 397 abitanti.